# 南方运动
南方运动（阿拉伯语：‎，羅馬化：al-Ḥirāk al-Janūbiyy），有时被称作南方分离主义运动或南也门运动，通称西拉克（al-Hirak），是也门的一个政治运动和准军事组织。该运动开始于2007年，以分离主义和社会主义为号召，主张也门南方脱离也门共和国恢复独立。
该运动的领导人有阿达鲁斯·祖拜迪、阿里·萨利姆·比德和阿卜杜勒·拉赫曼·阿里·阿吉夫里等。目前，祖拜迪领导的南方过渡委员会控制着也门南部多个省份。